# 女房は生きていた (1962年の映画)
『女房は生きていた』（にょうぼうはいきていた、Something's Got to Give）は、ジョージ・キューカー監督が20世紀フォックスのために制作し、マリリン・モンロー、ディーン・マーティン、シド・チャリシーが主演した1962年のアメリカ合衆国の映画。この作品は、ケーリー・グラントとアイリーン・ダン主演でスクリューボール・コメディの形をとった1940年の映画『ママのご帰還 (My Favorite Wife)』のリメイクであり、モンローの遺作となった。本作の制作は初期段階から、モンローの個人的トラブルによってしばしば中断を余儀なくされていたが、1962年8月5日にモンローが死去してしまうと、以降の制作は断念された。撮影済みであった映像の大部分は、その後、長きにわたり公開されないままになった。
20世紀フォックスは、本作の制作案を全面的に見直し、翌1963年に、キャストと撮影陣の大部分を入れ替え、改めて『ママのご帰還』のリメイクとしてドリス・デイ、ジェームズ・ガーナー、ポリー・バーゲン主演による 『女房は生きていた (Move Over, Darling)』（日本語題は本作と同一であるが、英語原題は異なっている）を制作した。

## あらすじ
写真家で、幼いふたりの子どもたちの母親でもあるエレン・アーデン（Ellen Wagstaff Arden：モンロー）は、太平洋で行方不明となり、失踪宣告によって法的に死亡したものとされていた。夫ニック（Nick：ディーン・マーティン）は再婚し、彼とその新しい妻ビアンカ（Biance：シド・チャリシー）が新婚旅行に出かけたところへ、漂着して5年間を過ごしていた島から救出されたエレンが戻ってきた。飼い犬は彼女のことを覚えていたが、子どもたちは母親を覚えていなかった。しかし、エレンを気に入った子どもたちは、彼女を家に迎え入れる。エレンは異国風の発音で喋り、イングリット・ティック (Ingrid Tic) という別人であるかのように振る舞う。ニックは、自分が重婚の状態になったことに気づき、新妻ビアンカに本当のことが知られまいとあらゆる手を尽くし、ビアンカの愛情が高ぶらないように仕向けようとする。エレンが、漂着した島で、スティーヴン・バーケット（Stephen Burkett：トム・トライオン (Tom Tryon)）と一緒に過ごしており、互いに「アダム」、「イヴ」と呼びあっていたと知ったニックは、嫉妬に駆られ、エレンの不貞を疑う。エレンは風采のあがらない靴のセールスマン（ウォリー・コックス (Wally Cox)）を、島で一緒だった男に仕立ててニックの疑心を逸らそうとする。

## プリプロダクション
この映画の脚本は、アーノルド・シュルマン、ナナリー・ジョンソン、ウォルター・バーンステインの3人が、レオ・マッケリーとサミュエル・アンド・ベラ・スピワックによる1940年の映画『ママのご帰還』の脚本を下敷きに書き直したものであるが、『ママのご帰還』自体が、アルフレッド・テニスンの1864年の悲劇的な物語詩「イノック・アーデン (Enoch Arden)」を喜劇的かつ当世風に作り直したものであった。この作品は、テニスン卿のこの詩を基にした6作品目の映画である。
本格的な撮影に入る数週間前から、キャストと撮影陣は、衣装合わせのために、ジョージ・キューカー監督のビバリーヒルズの自宅を再現したセットに集まって来ていた。美術監督のジーン・アレンは、コーデル・ドライブ (Cordell Drive) 9166番地にあったキューカー邸にスタッフたちを送り込み、邸宅やプール周辺の写真撮影を行わせた。アレンによれば、キューカーは、1962年のクリスマス・カードに使うつもりで、セットの庭で自分の写真を撮ったという。
当時、マリリン・モンローは、銀幕から遠ざかって1年以上が経っていた。撮影の直前に胆嚢を手術したばかりで、25ポンド（およそ12kg）ほど体重を落としており、成人後としてはもっとも軽くなっていた。彼女の衣装には、映画の冒頭の場面で用いることになっていたブロンドの長い髪のかつらや、映画『恋をしましょう』でも着用したツーピースの黒いウールのスーツ、スパゲッティ・ストラップを用いた黒と白の絹のドレス、ヘソが隠れるようデザインされたライム・グリーンのツーピースの水着などがあった。
撮影が始まる前、モンローは映画プロデューサーのヘンリー・T・ウェンステインに、ホワイトハウスから、1962年5月19日にマディソン・スクエア・ガーデン (1925年)で開催されることになっていたジョン・F・ケネディ大統領の誕生日の祝賀会でパフォーマンスするというオファーが来ていたことを明かしていた。プロデューサ—は、映画製作の支障にはならないだろうと考え、この行事への参加を許可した。

## 製作の進行
撮影初日の1962年4月23日、モンローはウェンステインに電話を入れ、重い副鼻腔炎になってしまい、セットに入れないと告げた。本作の演技のために演技指導を受けていたアクターズ・スタジオのリー・ストラスバーグを訪れるため、ニューヨークに赴いた際に、罹患したものと思われた。スタジオ側は、専属医師のリー・シーゲル (Lee Siegel) をモンローの自宅に送り込んで診察させた。彼の診断によって、撮影開始は1か月延期される運びとなったが、ジョージ・キューカーは、その間ただ待機することをよしとしなかった。代わりに、主役抜きの場面の撮影を優先して進めるように日程が再調整されることになった。シド・チャリシーは朝7時半に電話でフォックス・スタジオに呼び出された。午前中のうちにマーティンとチャリシーが絡む場面のひとつである、ツリーハウスを作っている子どもたちと出会う場面から、撮影が開始された。
その後、ひと月以上の間、モンローは熱と頭痛に加え周期的に悪化する副鼻腔炎と気管支炎のために時々しかセットに来られず、撮影はほとんどモンロー抜きで進められた。撮影が予定よりも10日ほど遅れていた。そうしているうちに、ケネディの誕生日が近づいてきたが、既に4月9日にこの行事への参加の許可を得ていたとはいえ、映画撮影陣は誰ひとりとして、モンローがホワイトハウスの求めに応じて出向くとは思っていなかった。モンローの死後に発表されたスタジオの記録文書によれば、彼女がこの政治資金集めのイベントに参加することはフックス社の上層部も承認していたことだった。
この時点で制作費は予算を超過しており、脚本はウォルター・バーンステインの尽力にもかかわらず、まだ完成しきっていなかった。モンローが毎日新しいシーンの台詞を覚えられずに、苛立ちを募らせるにしたがって、脚本は毎晩書き直された。モンローは、カメラの前に立っていないときには、ほとんどの時間をセットの楽屋でリー・ストラスバーグの妻ポーラ・ストラスバーグと一緒に過ごしていた。

### プールの場面
ニューヨークから戻ってきたモンローは、この映画の宣伝効果を上げるために、それまでハリウッドの大女優たちがやっていなかった何かをやってやろうと決心した。エレンが、夜中に泳ぐ場面で、彼女はニックの寝室の窓に、いたずらのように声をかけ、一緒に泳ごうと誘う。ニックは彼女に、プールから上がるように言うのだが、そこで彼女が裸であることに気づく。この場面では、モンローのためにボディ・ストッキングが用意されたが、モンローはこれを脱いでしまい、肌色のビキニのボトムだけを身につけて泳ぎ回った。セットは、最小限の必要なスタッフ以外、立ち入り禁止とされた。しかし、モンローは、ウィリアム・ウッドフィールドを含む写真家たちをその場に入れるよう指示しており、映画の撮影が終了した後、モンローは、ビキニのボトムだけの姿で写真に収まり、さらにそれも脱いでみせた。
もし、この作品が完成されて、予定通り公開されていたとしたら、トーキー以降のハリウッド映画としては初めて、大物スター女優がヌードで登場する作品となっていたはずである。代わって、その最初の例となったのは、1963年の映画『Promises! Promises!』のジェーン・マンスフィールドであった。

### モンローの最後の撮影
1962年6月1日、モンローの36歳の誕生日に、彼女は、マーティンとウォリー・コックスとのシーンを、庭のセットで撮影した。モンローのスタンドインだったイヴリン・モリアーティは、ファーマーズ・マーケット (ロサンゼルス)で、7ドルのシートケーキを買ってきた。スタジオのイラストレーターは、「Happy Birthday (Suit)」と書かれたタオルを持った裸のモンローの姿を描いた。これはバースデー・カードとして使われることになっており、キャストとスタッフが署名を入れた。キャストたちは、マリリンが到着したら直ちにお祝いをしようと思っていたのだが、マリリンをちゃんと丸一日働かせようと考えていたキューカーは、勤務時間の終わる夕方6時までは待つようにと釘を刺した。この日が、モンローがセットに現れた最後の日となってしまう。モンローは、ウォリー・コックスとともにパーティーから先に帰った。彼女はそのに日の撮影に使った毛皮を刈り上げたスーツを借り出したが、これはその夜ドジャー・スタジアムで模様された筋ジストロフィー対策のための資金集め行事に、前夫ジョー・ディマジオや、映画で共演したディーン・マーティンの息子ディーン・ポール・マーティンらとともに出席するためであった。

### モンローの降板
1962年6月4日、月曜日、ヘンリー・ウェンステインはモンローからの電話を受け、その日も現場に行けないと告げられた。モンローは、副鼻腔炎がひどくなって、熱を出し、体温は100°F (37.8°C) に達していた。スタジオにおける会議で、キューカーは、モンローの降板を強く主張し、6月8日に至って彼女は降板させられた。『ライフ』誌の1962年6月22日号の表紙には、「もう見ることができない、水に浸かる肌 (The skinny dip you'll never see)」という惹句とともに、青いタオル地のローブをまとったマリリンが登場した。
モンローを降板させるという決定は、当時フォックスが製作にあたっており、本作同様、その夏、撮影が進行していながら予算を超えていた歴史映画の大作『クレオパトラ』の進捗にも影響されていた。役員たちは、クリスマス休暇の時期に『女房は生きていた』を公開して資金を稼ぎ、膨らんでいた『クレオパトラ』の経費を賄おうとしてたのである。
モンローは、時間を置かずに『ライフ』、『コスモポリタン』、『ヴォーグ』といった各誌にインタビュー記事や写真エッセイを載せた。リチャード・メリーマン (Richard Meryman) による『ライフ』誌のインタビューは、1962年8月3日号に掲載されたが、これは彼女の死の2日前のことで、その中でモンローは有名であることの肯定的な側面と否定的な側面についての自分の考えを語っていた。「名声は移ろいやすいものなのよ」と彼女は語る。「私は今、自分の仕事場と、数少ない本当に信頼できる人たち関係の中で生活してるの。名声は過ぎ去って、戻って来ないものだけど、私は今のところ名声をしっかり捕まえているの。もし、名声がどこかへ消え去っても、名声が移ろいやすいものだということくらい知っているわ。つまり、少なくとも、私が名声を経験したことがあるのは間違いないけど、今私がその中に身を置いているわけでもないのよ。」

## その後
モンローの代役には、モンローの衣装がぴったり入った女優リー・レミックが起用され、彼女はキューカーを一緒に写真にも収まった。それ以前に、キム・ノヴァクとシャーリー・マクレーンが候補に挙がったが、いずれの案も却下された。しかし、共演者の選択を拒むこともできたディーン・マーティンは、モンロー抜きで撮影を続行することに難色を示した。モンローはマーティンと個人的にも親しかっただけでなく、それ以前の段階で、ジェームズ・ガーナーやドン・ノッツとの映画共演を求めていたフォックス社の意向に反して、マーティンやコックスをはじめ、自分の意向でキャストを決めていたが、ガーナーやノッツは、後にそのままドリス・デイ主演の『女房は生きていた』に出演することとなった。フォックス社は、モンローをなだめつつ、再雇用する方向で、最初の契約の報酬だった10万ドルを超える金額の支払いにも合意しており、本作ともう一作の映画を作ればそれぞれに対して50万ドルを、また、予定された通りの日程で映画が完成すればボーナスも支払うとモンロー側に提示した。もう一作の映画とは、後にシャーリー・マクレーン主演で製作された『何という行き方! (What a Way to Go!)』である。モンローは、キューカーを降板させて、代わりの監督に『百万長者と結婚する方法』を撮ったジーン・ネグレスコを起用することを条件に、これに応じた。撮影再開は10月からと決まったが、モンローが死んでしまったので、撮影は再開されないままとなった。
1963年4月、フォックス社は、83分のドキュメンタリー映画『Marilyn』を公開し、その中にモンローの姿を捉えたスクリーンテストや、未完成に終わった作品からの短い映像を盛り込んだ。後に1990年に、本作からの抜粋をふんだんに用いた1時間ほどのドキュメンタリー映画『Marilyn: Something's Got to Give』が公開されるまで、一般に見ることができた本作の映像は『Marilyn』に盛り込まれた短い一部だけであった。
アーノルド・シュルマンは、フォックス社がモンローに関して計画していたことを見ていて、途中からこの映画から降りていたが、彼の脚本に基づいてフォックス社は別バージョンの映画を製作することにした。ナナリー・ジョンソンとウォルター・バーンステインの脚本は、ハル・カンターとジャック・シャーによって書き直され、もともとの1940年の映画『ママのご帰還』に近づいたものとなった。フォック社はカンターに、既に撮影した分の映像を使って飾り立て、戻って来ない主役のモンロー抜きで公開するという、以前に、撮影途中でジーン・ハーロウが死去し、一部の場面では代役も使った映画『サラトガ』で用いられた手法による書き直しを求めた。
この要求は、モンローが映っている場面はほんの数分しか残されていないとされていたにもかかわらず、また、見た目には違いが分からないようなシーンが山ほど撮影されていたにもかかわらず、なされたものであった。こうした画策は、モンローとフォックスが、新たな条件の契約を結び直したことで、沙汰やみとなった。新しいバージョンは、古いバージョンからセットの一部を流用し、また、モンローの衣装（多少の変化はつけられた）や髪型も継承された。結局、『Move Over, Darling』と改題された（日本語題は本作と同じく『女房は生きていた』）作品が、ドリス・デイ、ジェームズ・ガーナー、ポリー・バーゲン主演により、20世紀フォックスから公開されたのは、1963年12月であった。

## 復元
9時間分に及ぶ本作の未公開映像は、1999年まで、20世紀フォックスの倉庫に保管されたままであったが、プロメテウス・エンターテインメントのデジタル処理によって復元され、37分に編集されたものが2時間のドキュメンタリー『Marilyn: The Final Days』に収録された。この作品は、モンローが生きていれば75歳の誕生日にあたる2001年6月1日に、AMC (American Movie Classics) で初公開された。その後、DVD版が発売された。

## キャスト
- マリリン・モンロー - エレン・ワグスタッフ・アーデン (Ellen Wagstaff Arden)
- ディーン・マーティン - ニック・アーデン (Nicholas Arden)
- シド・チャリシー - ビアンカ・ラッセル・アーデン (Bianca Russell Arden)
- トム・トライオン - スティーヴン・バーケット (Stephen Burkett)
- アレクサンダー・ヘイルウェイル (Alexandria Heilweil) - リア・アーデン (Lia Arden)
- ロバート・クリストファー・モーリー (Robert Christopher Morley) - トミー・アーデン (Tommy Arden)
- ウォリー・コックス - 靴のセールスマン
- フィル・シルヴァース - 保険のセールスマン
- スティーヴ・アレン（英語版） - 精神分析家